# Радій-228
Радій-228 (228Ra, Ra-228), історична назва мезоторій I, позначається символом MsTh I або MsTh1) - радіоактивний нуклід хімічного елемента радію з масовим числом 228. Відкритий у 1906 році Отто Ганом (як один із двох компонентів мезоторію).
Належить до радіоактивного ряду торію-232 (так званий ряд торію).

## Утворення та розпад
Радій-228 безпосередньо утворюється в результаті α-розпаду нукліда 232Th:
{\displaystyle \mathrm {{}_{90}^{232}Th} \rightarrow \mathrm {{}_{88}^{228}Ra} +\mathrm {{}_{2}^{4}He} }
Радій-228 зазнає β−-розпаду, внаслідок чого утворюється актиній-228. При цьому виділяється енергія 45,8(7) кеВ.
{\displaystyle \mathrm {{}_{88}^{228}Ra} \rightarrow \mathrm {{}_{89}^{228}Ac} +e^{-}+{\bar {\nu }}_{e}}

## Застосування
- У геології радій-228 та ін. ізотопи застосовуються для визначення віку океанічних осадових порід та мінералів[4].
- У геохімії радій-226 і радій-228 використовуються як індикатори змішування та циркуляції вод океанів[4].